# Jouko Lindgrén
Pour les articles homonymes, voir Lindgren.
 (octobre 2018).
Jouko Rainer Lindgren né le 15 avril 1955 à Helsinki en Uusimaa en Finlande, est un skipper finlandais. 

## Palmarès

### Jeux olympiques
- Médaille de bronze en 470 en 1980 (avec Georg Tallberg).

## Parenté dans le sport
Les fils de Jouko Lindgrén, Niklas et Joonas, sont aussi skippers.